# Región Guayana
La Región Guayana, —antes conocida como la Guayana Española— es una de las nueve regiones que conforman Venezuela. Su ciudad más poblada es Ciudad Guayana y está conformada por los estados Amazonas, Bolívar, el sur de Delta Amacuro y la Guayana Esequiba, un territorio en disputa administrado por la República Cooperativa de Guyana.

## Toponimia
El término Guayana proviene del arahuaco y significa tierra de muchas aguas o tierra de agua. La región fue colonizada por diversas potencias europeas, que adoptaron y oficializaron el topónimo en sus respectivas jurisdicciones coloniales. Por esta razón, la historiografía distingue entre Guayana española/venozolana, Guayana británica —actual Guyana—, Guayana neerlandesa —actual Surinam— , Guayana Francesa y la Guayana portuguesa —actual Amapá— , aunque legalmente estas posesiones solían denominarse simplemente Guayana, sin distinción entre sí.

## Historia
Antes de la llegada de los colonizadores europeos, la región de Guayana estaba habitada por diversos pueblos indígenas, principalmente de origen arawak. Estos grupos, relacionados con las poblaciones del Caribe, habrían emigrado desde las cuencas de los ríos Orinoco y Esequibo hacia las islas del norte, siendo posteriormente desplazados por pueblos kalinago que también partieron de esas regiones fluviales.
Durante el periodo de expansión colonial, España reclamó la soberanía sobre este territorio conforme al Tratado de Tordesillas, aunque dicho acuerdo no fue reconocido por otras potencias europeas, como los Países Bajos y e Inglaterra, que establecieron enclaves en la región. Los pueblos indígenas tampoco reconocieron la validez del tratado como base jurídica, al considerar que ya habían poblado el territorio previamente.
Más tarde, España reconoció la presencia neerlandesa en la región en 1648 con la Paz de Münster, cuyo artículo 5 establecía que los Países Bajos conservarían los territorios bajo su dominio en las Indias Occidentales. No obstante, el tratado no definió con precisión los límites entre la Guayana española y la neerlandesa. Posteriormente, con el Tratado de Londres en 1814, el Reino Unido adquirió de los Países Bajos los territorios ubicados entre los ríos Orinoco y Corentín.

### Disputa del Esequibo
Las fronteras poco claras ocasionaron una disputa territorial entre Venezuela y el Imperio británico que se intensificó a finales del siglo XIX, lo que llevó a la intervención de los Estados Unidos, que propuso un arbitraje internacional. El Laudo Arbitral de París de 1899 asignó el territorio en disputa al Reino Unido, pero Venezuela rechazó el fallo, argumentando falta de representación y vicios en el procedimiento. En 1962, Venezuela denunció el laudo ante la ONU, y en 1966 se firmó el Acuerdo de Ginebra para resolver la controversia mediante una comisión mixta, que continuó tras la independencia de Guyana.
A pesar de los esfuerzos por llegar a una solución, el conflicto no se resolvió en la comisión mixta, lo que llevó a la firma del Protocolo de Puerto España en 1970, que suspendió las negociaciones por doce años. En 1982, Venezuela decidió no renovar el protocolo, y el caso quedó bajo la mediación de la ONU, en el marco del Acuerdo de Ginebra, sin lograr un acuerdo definitivo sobre la soberanía del territorio al oeste del Esequibo.

## Geografía
El relieve de Guayana es muy variado. Cuenta con llanuras y sabanas, con alturas que van desde los cien hasta los quinientos metros. Luego está La Gran Sabana, que es una planicie con un promedio de 1000 m de altitud, en la que se encuentran los tepuyes, extraordinarias formaciones geológicas, entre las cuales hay que destacar por su altura el Roraima, con sus 2810 m. y el Auyantepui, de donde se desprende la caída del agua, más alta del mundo, el Salto Ángel, con sus casi mil metros de caída vertical. Por último, están las sierras o serranías, que son varias y alcanzan cumbres considerables, cuyo punto culminante es el cerro Marahuaca, con sus 3840 m. Toda la información concerniente al relieve puede conocerse con mayor detalle en cada uno de los estados que conforman la Guayana y que serán descritos por separado en cada uno de ellos.

### Clima
Dependiendo de la altura se encuentra una diversidad de climas, desde tórrido (caluroso) en los márgenes del Orinoco, pasando por un clima muy benigno (templado) en La Gran Sabana, hasta el clima fresco de las cumbres de los tepuyes y de las serranías de la región.La temperatura varía entre 24,4 y 30,3 °C, aunque en verano suele alcanzar hasta 32 °C. Las lluvias son abundantes casi todo el año, pero con recrudecimiento marcado en los meses de enero, abril, agosto y diciembre, con promedio de 2. 300 mm.

### Vegetación
Debido a su inmensa extensión, la vegetación de la Región de Guayana con excepción de la generada por las nieves eternas de los Andes y los médanos de Falcón, es un muestrario de toda la vegetación que cubre el suelo venezolano, efectivamente a través de su amplia geografía, se encuentra vegetación halófila, que es la típica de los manglares, vegetación herbácea de las sabanas, xerófila que es la del espinar o bosque xerófilo, la hidrófila de las selvas,y la propia del bosque nublado de las laderas montañosas.

### Geología
La región del escudo guayanés está compuesta principalmente por formaciones montañosas llamadas Tepuy (plural "tepuyes"), las cuales se pueden remontar a más de 2000 millones de años de antigüedad, y son las formaciones más antiguas del planeta.
Entre estas formaciones se pueden destacar el Roraima (2810 m s. n. m.), el Kukenán (2680 m s. n. m.) y el Auyantepui (2535 m s. n. m.) todos dentro del parque nacional Canaima.

### Rocas
Entre las rocas encontradas en esta región se mencionan varias como:

#### Ígneas
- Granito
- Gabro
- Diorita

#### Metamórficas
- Cuarcita
- Ferruginosa
- Esquistos

#### Sedimentarias
- Arenisca
- Lutitas

## División política
Las principales ciudades de la región son Ciudad Guayana, con más de medio millón de habitantes y que está integrada por Puerto Ordaz y San Félix; la capital del Estado Bolívar, Ciudad Bolívar, Upata, Caicara del Orinoco, Tumeremo, El Palmar, Guasipati, El Callao, El Manteco, Santa Elena de Uairén, todas éstas, del estado Bolívar y la capital de Amazonas, Puerto Ayacucho. En lo que respecta al estado Delta Amacuro, al sur del Orinoco, no hay ninguna población con más de un millar de habitantes (la más grande en población es Tucupita). Pero existen pequeñas poblaciones como El Triunfo, el cual está a 22 km de Ciudad Guayana, y Piacoa un poco más de 50 km. La ciudad de Anna Regina, dentro de la zona en disputa y administrada por Guyana, se considera parte de la región.

## Economía
En la zona del Macizo Guayanés, se extraen muchos recursos, los cuales provienen principalmente de las minas y yacimientos del Cuadrilátero Minero Bolívar. La región además posee vastas reservas forestales, y extensos ríos que proporcionan gran parte de la electricidad que consume el país, además de gran potencial turístico con lugares como el parque nacional Canaima que incluye la caída de agua más alta del mundo (el Salto Ángel) y es rica en petróleo pesado que se concentra en el área del norte del Estado Bolívar.
En la región de Guayana por su gran potencial hidroeléctrico, tiene riqueza minera: es decir abundancia de minerales de hierro y bauxita, se ha instalado una de las principales industrias pesadas de América Latina. Efectivamente la Siderúrgica del Orinoco, es fábrica de tubos API e igualmente deben considerarse la industria del aluminio y otras más derivadas de la elaboración del acero y del aluminio. Otros minerales importantes de la región son el níquel, manganeso, uranio, coltán y mercurio. También hay cantidades importantes de metales preciosos (oro y platino) y diamantes.
La agricultura y ganadería, salvo algunas excepciones en Upata y Tumeremo, no tienen el desarrollo que se ve en otras regiones del país.